# Independence Rock

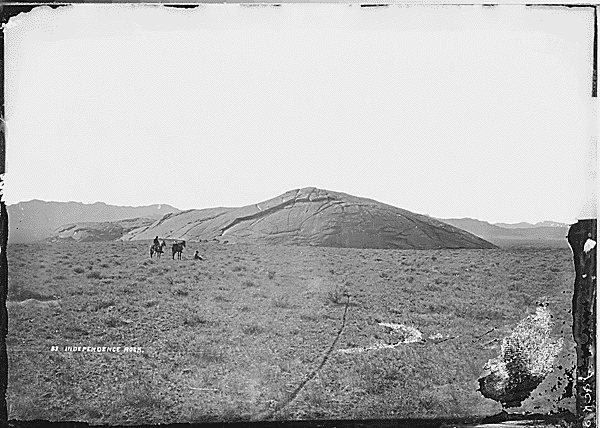
Independence Rock w roku 1870

Independence Rock – wybitna granitowa skała, o wysokości 36 m od podstawy, na południowym zachodzie hrabstwa Natrona w stanie Wyoming, w pobliżu drogi stanowej nr 220. Najwyższe wzniesienie w paśmie Gór Granitowych. W połowie XIX wieku skała była ważnym punktem orientacyjnym na szlakach oregońskim i mormońskim. W roku 1961 uznana została za Narodowy Pomnik Historyczny USA. Obecnie wchodzi w skład Stanowego Parku Historycznego Independence Rock, będącego własnością i zarządzanego przez stan Wyoming.

## Opis
Skała jest w rzeczywistości znaczną granitową ekstruzją z okresu prekambryjskiego. Ten sam typ granitów występuje na całym obszarze Gór Granitowych. Z wyglądu przypomina nieco Stone Mountain w stanie Georgia lub Uluru w Australii (zwaną także Ayer’s Rock), aczkolwiek jest od nich znacznie mniejsza. Znajduje się na wysokim plateau, zwanym Górami Granitowymi w środkowym Wyomingu, na północ od pasma Gór Zielonych i w pobliżu rzeki Sweetwater. Można do niej dojść z niewielkiego parkingu przy drodze stanowej nr. 220 około 32 km na północny wschód od Muddy Gap.

## Historia
Skała zyskała taką właśnie nazwę z tego powodu, że znajduje się na emigranckim szlaku, którym kolumny wozów wędrowały do Oregonu bądź Kalifornii, zazwyczaj przekraczając Missouri wczesną wiosną i starając się dotrzeć do skały około 4 lipca (święto niepodległości w Stanach Zjednoczonych), by dotrzeć – poprzez Przełęcz Południową – do miejsc przeznaczenia przed pierwszymi opadami śniegu w Górach Skalistych.
W okresie szczególnego nasilenia migracji tym szlakiem (w latach 1843–1869) w powszechnym zwyczaju leżało rycie na powierzchni skały, szczególnie w okolicach szczytu, swych inicjałów, imion lub nazwisk. Niektórzy zostawiali na skale informacje dla grup wędrujących za nimi; te ostatnie sporządzali zazwyczaj używając zamiast farby smaru do osi. Wiele takich wyrytych graffiti przetrwało na skalnych ścianach po dziś dzień, można je obejrzeć po dość łatwej wspinaczce na szczyt.
Niedaleko skały znajduje się kilka innych, niemniej ważnych, punktów nawigacyjnych szlaku, jak na przykład Diabelskie Wrota czy Martin’s Cove. W pobliżu znajduje się prowadzone przez mormonów muzeum, jest czynne przez cały rok.